# Oakland (Maryland)
Oakland è una town degli Stati Uniti d'America nella Contea di Garrett in Maryland, di cui è anche il capoluogo. Nel 2010 contava 1 925 abitanti.